# Aqua-lung

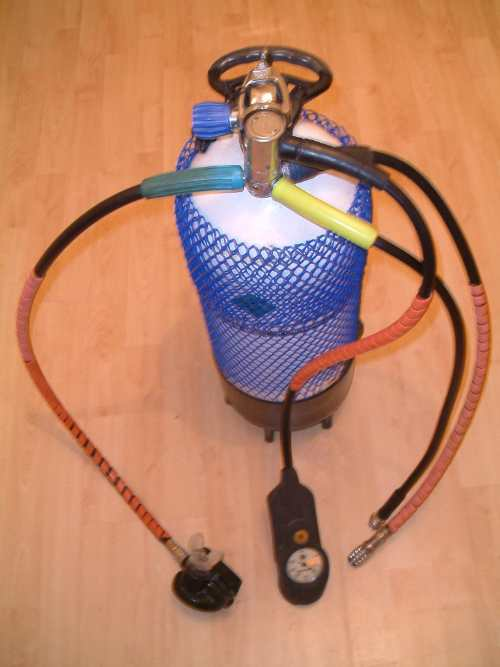
Un'aqua-lung

Aqua-lung (scritto talvolta aqualung o aqua lung) è il nome originale per la prima attrezzatura subacquea a circuito aperto, sviluppata da Jacques Cousteau e Emile Gagnan nel 1943.
Consiste in un cilindro ad alta pressione (la bombola) e in un regolatore per la respirazione (erogatore) che fornisce al sub il gas contenuto nella bombola alla pressione ambientale tramite una valvola automatica dell'erogatore posta sulla rubinetteria collegata alla bombola.  A differenza di successivi erogatori sviluppati in seguito (bistadi) questo era denominata "monostadio" con due tubi corrugati: il famoso "Mistral".

## Uso del nome
Aqualung e Aqua Lung sono marchi registrati per l'equipaggiamento subacqueo dalla Aqua Lung International.
In Gran Bretagna la parola "aqualung" era generalmente utilizzata come termine generico per indicare l'apparato di respirazione a circuito aperto controllato da valvola.
La parola entrò nella lingua russa come "akvalang" (акваланг).
Negli Stati Uniti d'America la Marina Statunitense registrò "Aqualung" come marchio registrato, lasciando "SCUBA" come termine generico.
Nel tempo "SCUBA" diventò di uso comune per questo tipo di attrezzatura anche grazie all'aumento di popolarità del sistema a circuito chiuso, detto rebreather.

## Curiosità
- Il nome dell'album Aqualung e dell'omonima canzone della progressive rock band Jethro Tull deriva da questo respiratore.